# Christian Scriver
Christian Scriver (født 2. januar 1629 i Rendsborg, død 5. april 1693) var en tysk luthersk præst og forfatter.
Scriver hørte til de lutherske kirkemænd, der står på overgangen fra ortodoksien til pietismen. Han virkede som præst i Magdeburg fra 1667 til 1690 og blev derefter kaldet til Quedlinburg som overhofpræst, i hvilken stilling han virkede til sin død. Hans navn er først og fremmest knyttet til hans talrige opbyggelige skrifter, og inden for disse atter fortrinsvis til Gottholds zufällige Andachten (1667), en samling efter engelsk forbillede af 400 parabler, hvori alle mulige fremtoninger i verden og i livet udlægges på religiøs og poetisk måde (oversat på dansk af N. Beck 1895), og til Der Seelenschatz (1675—1692), et af den lutherske kirkes mest udbredte opbyggelsesskrifter (oversat på dansk 1741—1742 og på ny udgivet af Vilhelm Beck 1888—1892). En samlet udgave af Scrivers skrifter udkom i 7 bind, 1847—1854.